# Hột Thạch Liệt Chí Ninh
Hột Thạch Liệt Chí Ninh (chữ Hán: 纥石烈志宁, ? – 1172), tên Nữ Chân là Tát Hạt Liễn, người Thượng Kinh , tướng lãnh nhà Kim. Ông có công trấn áp khởi nghĩa của người Khiết Đan và đẩy lui cuộc Long Hưng bắc phạt của Nam Tống; được Kim Thế Tông ca ngợi là danh tướng hàng đầu của nhà Kim sau thế hệ của Tông Hàn, Tông Vọng và Tông Bật.

## Thân thế và thăng tiến
Hột Thạch Liệt là họ lớn của người Nữ Chân, truyền đến đời Thanh được chuyển âm là Hách Xá Lý. Từ ông tổ 5 đời của Chí Ninh là thái úy Hàn Xích, gia đình đều có con gái gả vào hoàng tộc Hoàn Nhan. Cha của Chí Ninh là Tái Bát, thời Hải Lăng vương được ban tên Hán là Hoài Trung, thế tập Mưu khắc ở Nhan Hà thuộc Thái Châu lộ, rồi thăng lên thế tập Mãnh an, từng làm Đông Bình doãn, Khai Viễn quân Tiết độ sứ.
Chí Ninh tính trầm tĩnh cứng cỏi, có đại lược, cưới con gái của Lương vương Hoàn Nhan Tông Bật là Vĩnh An huyện chúa làm vợ, trở thành con rể được Lương vương yêu quý nhất. Trong niên hiệu Hoàng Thống cuối thời Kim Hi Tông, Chí Ninh được làm Hộ vệ. Thời Hải Lăng vương, Chí Ninh được làm Hữu tuyên huy sứ, rồi ra làm Phần Dương quân Tiết độ sứ, sau đó vào triều làm Binh bộ thượng thư, lại đổi làm Tuyên huy sứ, Đô kiếm điểm, rồi thăng Xu mật phó sứ, Khai Phong doãn.

## Quy hàng Thế Tông
Tát Bát (không rõ họ là gì) lãnh đạo người Khiết Đan nổi dậy, Xu mật sứ Bộc Tán Hốt Thổ, Bắc Kinh lưu thủ Tiêu Trách, Tây Kinh lưu thủ Tiêu Hoài Trung đều không dẹp nổi, phải chịu tội chết. Vì thế, Chí Ninh được làm Bắc diện phó thống, cùng đô thống Bạch Ngạn Kính đem quân 3 lộ Bắc Kinh, Lâm Hoàng, Thái Châu đi dẹp. Chí Ninh đến Bắc Kinh, thì Hải Lăng vương đã vượt sông Hoài để đánh Tống. Ngạn Kính, Chí Ninh nghe tin Cát vương Ô Lộc nổi loạn, bèn ngầm liên kết với Hội Ninh doãn Hoàn Nhan Bồ Tốc Lãi, Lợi Thiệp quân Tiết độ sứ Độc Cát Nghĩa để đánh dẹp. Nhưng Ô Lộc đã lên ngôi, tức là Kim Thế Tông (đổi húy là Hoàn Nhan Ung), sai Thạch Mạt Di Điệt, Di Lạt Hạt Bổ đến chiêu hàng; Ngạn Kính, Chí Ninh giết 9 sứ giả. Thế Tông sai Hoàn Nhan Mưu Diễn đến đánh, mọi người không chịu chống lại, Chí Ninh đành cùng Ngạn Kính ra hàng.
Thế Tông hỏi: “Chánh Long bạo ngược, lòng người đã dứt, trẫm lấy danh nghĩa cháu nội của Thái Tổ để nối ngôi. Mày giết sứ giả của ta, lại không thể vì Chánh Long mà tử tiết, e rằng có mưu đồ khác, nên mới về hàng. Trẫm nay giết bọn mày, còn muốn nói gì chăng?” Ngạn Kính chưa nói gì, Chí Ninh bước lên tâu rằng: “Bọn thần chịu hậu ân của Chánh Long, nên mới không hàng, tội đáng muôn chết.” Thế Tông nói: “Bọn mày xét ra cũng có thể gọi là trung thành, từ nay phụng sự trẫm, hãy gắng giữ trung tiết.”

## Trấn áp khởi nghĩa
Kim Thế Tông sai Di Lạt Trát Bát chiêu hàng Di Lạt Oa Oát (Oa Oát đã giết Tát Bát để tiếm vị), nhưng Trát Bát quy hàng Oa Oát, rồi khuyên Oa Oát xưng đế. Thế Tông sai Hữu phó nguyên soái Hoàn Nhan Mưu Diễn chinh phạt, Chí Ninh lấy chức Lâm Hải tiết độ sứ để làm Đô thống hữu dực quân. Di Lạt Oa Oát thua trận ở Trường Lạc, chạy về phía tây thì bị Chí Ninh bắt kịp ở Mậu Tùng Hà. Nghĩa quân vượt sông trước, men bờ bày trận, hủy cầu để cản trở. Chí Ninh cách sông đối trận, bày nghi binh, rồi cùng Vạn hộ Giáp Cốc Thanh Thần, Đồ Đan Hải La vượt sông ở hạ lưu. Sau khi vượt sông, quân Kim lại gặp phải một nhánh sông có bờ cao và lòng sông đầy bùn; họ phải bó liễu để giẫm lên mới có thể vượt qua. Đi thêm vài dặm, gặp đất bằng, quân Kim đang ăn uống thì nghĩa quân kéo đến. Nghĩa quân chiếm cứ sườn núi phía nam, ba lần xông vào trận của quân Kim. Chí Ninh giữ trận vững vàng, trong lúc chiến đấu bị tên lạc vào tay trái, vẻ mặt vẫn thản nhiên. Nghĩa quân lựa chiều gió phóng hỏa, nương theo khói mà đánh. Bộ binh của quân Kim kéo đến, đôi bên giao chiến hơn 10 hiệp, lửa cháy càng lớn, khói không thể chịu nổi. Gặp lúc trời mưa, khói lửa đều tắt, quân Kim hăng hái tấn công, đánh cho nghĩa quân đại bại.
Bấy giờ triều đình xét Nguyên soái Hoàn Nhan Mưu Diễn, Hữu giám quân Hoàn Nhan Phúc Thọ đã lâu không làm được gì, lấy Hữu thừa Bộc Tán Trung Nghĩa thay Mưu Diễn; nay xét Chí Ninh có công, cho ông thay Phúc Thọ, phong tước Định quốc công, sai Bồ Sát Thông đến tận nơi để tuyên dụ. Nghĩa quân cướp bóc ở địa giới Ý Châu, chiếm 3 huyện Linh Sơn, Đồng Xương, Huệ Hòa, dòm ngó Bắc Kinh. Gặp lúc nước Thổ Hà dâng cao, nghĩa quân không thể vượt sông, bèn chạy về phía tây, nhắm đến huyện Tam Hàn. Chí Ninh đuổi theo, trong khi nguyên soái Trung Nghĩa chặn được nghĩa quân ở Hoa Đạo. Tuy Trung Nghĩa thất bại, nhưng nghĩa quân sợ Chí Ninh ở phía sau, nên không dám thừa thắng truy kích, mà tiếp tục chạy về phía tây. Bấy giờ ngựa của quân Kim gầy yếu, không thể tiếp tục đuổi theo, chư tướng muốn dừng lại. Chí Ninh bắt được một thành viên ở hậu quân của nghĩa quân, nên biết được tinh nhuệ của nghĩa quân tách khỏi những người già yếu, còn để những người này vận chuyển quân nhu, ước hẹn gặp lại ở Sơn Hậu. Chí Ninh cho rằng có thể tập kích quân nhu của địch, Trung Nghĩa cũng lấy làm phải, bèn vượt qua Di Mã Lĩnh, đuổi kịp nghĩa quân ở Hãm Tuyền thuộc phía tây Niễu Lĩnh. Nghĩa quân thấy cánh trái của quân Kim giữ sườn núi phía nam để bày trận, thì không dám tấn công. Trong khi đó Vạn hộ Ô Duyên Tra Lạt của cánh phải đẩy lui được nghĩa quân một chút, Chí Ninh cùng bọn Giáp Cốc Thanh Thần thừa thắng xông lên, khiến nghĩa quân đại bại, lội sông bỏ chạy. Mẹ của Oa Oát là Từ Liễn đem cả doanh trại, vào lúc rạng sáng từ Lạc Quát Cương chạy về phía tây; Chí Ninh đuổi kịp, giành hết quân nhu của địch, bắt sống 5 vạn người, gia súc thì không đếm xuể, còn có 6 tiết độ sứ của nghĩa quân đem bộ tộc ra hàng.
Oa Oát nhắm hướng vùng đất của người Hề, đến Thất Độ Hà, lại bị Chí Ninh đánh bại lần nữa. Nghĩa quân vượt qua Hồn Lĩnh, chạy thoát vào đất của người Hề. Chí Ninh bắt được tướng địch là Sảo Hợp Trụ, tha không giết, hứa sẽ thưởng quan chức, rồi thả hắn trở về với nghĩa quân, ước hẹn cho hắn bắt Oa Oát để lập công chuộc tội. Sảo Hợp Trụ quay về, gặp Oa Oát, giấu việc mình bị bắt, tìm cách ly gián Oa Oát với người Hề: “Hãm Tuyền thua trận, người Hề sinh hai lòng, không thể không giết.” Bấy giờ Oa Oát liên tiếp thất bại, bộ hạ đều sinh lòng khác, Sảo Hợp Trụ cùng tướng nghĩa quân là Thần Độc Oát bắt Oa Oát, giao nộp cho Hữu đô giám Hoàn Nhan Tư Kính để xin hàng. Chí Ninh cùng bọn Vạn hộ Thanh Thần, Tông Ninh, Tốc Ca đuổi bắt dư đảng đến Yến Tử Thành, giành hết ngựa tốt của nghĩa quân, nhân đó đến tận vùng Mạt Bạt Lý Đạt mà bắt được toàn bộ nghĩa quân. Dẹp xong nghĩa quân, Chí Ninh vào chầu, được làm Tả phó nguyên soái, ban đai ngọc.

## Đẩy lùi Nam Tống
Chí Ninh tham gia kinh lược biên thùy Kim – Tống, đóng quân ở Tuy Dương, còn Đô nguyên soái Trung Nghĩa giữ Nam Kinh, tiết chế chư quân. Chí Ninh sai Hoàn Nhan Vương Tường chiếm Thái Châu của Nam Tống, tướng giữ thành là Hoàng Quan Sát bỏ chạy; sai Hoàn Nhan Tương tấn công Dĩnh Châu, bắt được tướng giữ thành là Dương Tư. Sau đó Chí Ninh sai sứ gởi điệp văn cho Xu mật sứ Trương Tuấn của Nam Tống, đề nghị dùng lại nghi thức ngoại giao thời Kim Hi Tông trở về trước, Tuấn đáp thư tìm cách trì hoãn. Bấy giờ, dư đảng của Oa Oát là Quát Lý, Trát Bát hàng Tống, bày mưu cho tướng Tống là Lý Hiển Trung chiếm được các huyện Linh Bích, Hồng, thừa thắng chiếm thêm Túc Châu. Từ ấy Hiển Trung lấy làm đắc chí, hằng ngày cùng Quát Lý, Trát Bát bày tiệc say sưa. Chí Ninh đem 1 vạn tinh binh nhắm đến Túc Châu. Trung sứ đến đốc quân, Chí Ninh tâu rằng: “Trận này không phiền Thánh thượng lo lắng, thần chỉ sợ Thế Phụ (tên gốc của Lý Hiển Trung khi còn ở nước Kim) bỏ trốn mà thôi!” Hiển Trung nghe được Chí Ninh chỉ có vạn người, rất xem thường, nói: “Phải lệnh cho 10 người bắt 1 người đấy.” (thực ra binh lực của Hiển Trung có chừng 6 vạn người) Bọn Quát Lý sau khi sai người dò xét cờ xí thượng tướng của quân Kim, biết là Chí Ninh, thì nói với Hiển Trung rằng: “Đây là Tát Hạt Liễn giám quân đấy, quân đến vạn người, cẩn thận chớ xem nhẹ.”
Ngày 20 tháng 5 ÂL năm Đại Định thứ 3 (1163), Chí Ninh sắp đến Túc Châu, bèn lệnh cho thu hết cờ xí, cắm ở phía tây của châu làm nghi binh, đem 3 mãnh an giấu ở phía nam, tự mình đem đại quân đóng ở phía đông nam, chẹn đường về của quân Tống. Lý Hiển Trung quả nhiên cho rằng đại quân Kim ở phía tây, còn ở phía đông nam ít người không đáng lo, bèn đánh trước. Quân Tống có vạn bộ kỵ, đều cầm thuẫn, dựa vào thành mà bày trận, bên ngoài lấy rào chắn ngựa che đỡ. Hiển Trung sai biệt tướng đem 3000 quân ra khỏi cửa đông, muốn tấn công phía sau của quân Kim, nhưng bị Vạn hộ Bồ Tra đánh bại. Tướng giữ cánh phải quân Kim là Vạn hộ Giáp Cốc Thanh Thần xông lên đầu tiên, phá hủy rào chắn, dùng binh khí ngắn giao chiến, khiến quân Tống rối loạn. Chư tướng Kim thừa thắng tiến lên, đuổi giết đến dưới thành. Đêm ấy, Hiển Trung xét tội các tướng thua trận, sắp chém họ; thống chế Thường Cát sợ hãi bỏ trốn, đem tất cả hư thực trong thành kể hết với người Kim. Ngày hôm sau, Hiển Trung dốc toàn quân ra đánh, đặt kỵ binh ở phía trước; Chí Ninh sai Giáp Cốc Thanh Thần ứng chiến. Tướng Tống đem 1 đội có chừng 5, 6000 kỵ binh đối mặt với Thanh Thần, bị Thanh Thần đánh rát đến nỗi không thể quay đầu. Chí Ninh huy động toàn quân ra sức chiến đấu, khiến quân Tống đại bại, giày xéo lên nhau mà chạy, thây chất chồng lên nhau, tranh cửa chạy vào thành. Cửa thành kẹt cứng, người người đồn ứ, phải bám tường mà trèo lên; quân Kim từ ngoài hào bắn tên, liên tục có lính Tống rơi xuống hào mà chết. Quân Tống bị giết 15000 kỵ binh, 3 vạn bộ binh, chủ tướng Lý Hiển Trung nhân đêm tối chạy thoát.
Ngày hôm sau, Giáp Cốc Thanh Thần, Trương Sư Trung đuổi kịp Hiển Trung, chém được hơn 4000 thủ cấp, còn lính Tống chết đuối nhiều không đếm xuể. Vì lỵ sở của Túc Châu là huyện Phù Li, nên các sử gia thân Tống gọi trận đánh này là thất bại Phù Li (Phù Li chi bại). Quân Kim bắt được 3 vạn bộ giáp, còn binh khí, xe cộ thì rất nhiều. Kim Thế Tông lấy Ngự phục kim tuyến bào, ngọc thổ cốt , Tân thiết bội đao , sai Di Lạt Đạo đến tận nơi ban thưởng. Phàm là tướng sĩ có công: Mãnh an, Mưu khắc cũng được thăng thưởng như quân đội ở Thiểm Tây , Bồ liễn được tiến quan 3 giai, 3 tấm trọng thái, 6 xấp lụa, còn lính vác cờ trống, coi văn thư (quen gọi là Lại) đều được nhận 10 xâu tiền . Kim Thế Tông giáng chiếu cho Chí Ninh rằng: “Khanh tuy trẻ tuổi, trước đấy chinh Khiết Đan có chiến công cao nhất, nay lại phá đại địch, trẫm rất hài lòng.”
Triều đình Nam Tống tranh cãi hòa – chiến không dứt, Đô nguyên soái Bộc Tán Trung Nghĩa dời quân đến Thái Hòa, Chí Ninh dời quân đến Lâm Hoán, rồi vượt sông Hoài, Đồ Đan Khắc Ninh chiếm các châu Hu Dị, Hào, Lư, Hòa, Trừ. Người Tống sợ hãi, quyết ý xin hòa, sử cũ gọi là Long Hưng hòa nghị. Chí Ninh đưa quân về Tuy Dương; Kim Thế Tông lấy ngự phục, ngọc bội đao, thông tê ngự đái (đai lưng)  ban cho ông.

## Gia nhập Xu mật
Tháng 3 ÂL năm thứ 5 (1165), Bộc Tán Trung Nghĩa về chầu, Chí Ninh đóng quân ở Nam Kinh. Tháng 5 ÂL, Chí Ninh cũng được triệu về kinh sư, được bái làm Bình chương chánh sự, Tả phó nguyên soái như cũ. Chí Ninh sắp quay về quân ngũ, được ban Ngọc thúc đái, Kim Thế Tông nói: “Khánh tuổi trẻ có thể lập công như thế này, trẫm rất hài lòng. Phương nam dẫu định, thời gian chưa lâu, còn chờ khanh tính kế một phen.” Tháng 2 ÂL năm thứ 6 (1166), Chí Ninh về kinh sư, được bái làm Xu mật sứ.
Ngày 8 tháng 11 ÂL năm thứ 7 (1167) là sanh nhật của Hoàng thái tử Hoàn Nhan Doãn Cung, có tiệc đãi quần thần ở Đông cung, Chí Ninh nâng chén chúc thọ, Thế Tông đẹp lòng nên nói với Thái tử rằng: “Thiên hạ vô sự, cha con ta hôm nay vui vẻ với nhau, đều là sức của người này đấy.” Thế Tông sai Thái tử lấy Ngự tiền ngọc đại tiêu (tiêu là loại gáo nhỏ có cán dài) múc rượu, rồi Thế Tông tự tay đổ rượu cho Chí Ninh uống, tiếp đó đem Ngọc tiêu cùng 500 lạng vàng ban cho ông. Sau đó Thế Tông gả con gái thứ 14 của mình cho con trai của Chí Ninh là Chư Thần Nô. Tháng 10 ÂL năm thứ 8 (1168), Chí Ninh nạp sính lễ, Thế Tông bày tiệc đãi bách quan ở điện Khánh Hòa; công chúa lấy lễ con dâu ra yết kiến, vợ chồng Chí Ninh ngồi mà tiếp nhận, vui vẻ ăn uống hết ngày, đến rất khuya mới thôi.
Năm thứ 9 (1169), Chí Ninh được bái làm Hữu thừa tướng. Năm thứ 11 (1171), Chí Ninh thay Hoàn Nhan Tông Tự (bị bệnh) bắc chinh Mông Cổ. Chí Ninh trở về, được sứ giả ra đón, ban cho cung tên, ngọc thổ cốt. Vào chầu, Chí Ninh được Kim Thế Tông úy lạo hồi lâu; ngay hôm ấy, được phong Quảng Bình quận vương, còn có sứ giả đến tận nhà để úy lạo. Trong tiệc sanh nhật của Hoàng thái tử ở Đông cung, Thế Tông lấy ngọc đái ban cho Chí Ninh, nói: “Đây là trang phục của Lương vương Tông Bật, nên đem ban cho khanh.” Nhân dịp tế Giao, hộ vệ theo Chí Ninh tòng chinh đều được ban thưởng, riêng ông được tiến phong Kim Nguyên quận vương.

## Cái chết
Năm thứ 12 (1172), Chí Ninh có bệnh, trung sứ thăm hỏi, mỗi ngày đi lại 3, 4 lượt. Bệnh của Chí Ninh trở nặng, Kim Thế Tông ban cho 30 viên Kim đan, giáng chiếu rằng: “Đan này chưa từng ban cho người khác.” Sứ giả đến, Chí Ninh không thể nói được nữa, chỉ dập đầu mà thôi. Năm ấy, Chí Ninh mất; Thế Tông nghỉ chầu, đến viếng tang, vừa đi vừa khóc, khiến mọi người thương xót. Sắp đậy nắp quan, Thế Tông bái tế, trông thấy bộ giáp bày trước linh cửu, lại khóc to lên.
Triều đình phúng phụ 1500 lạng bạc, 50 tấm trọng thái, 500 xúc lụa, việc chôn cất và xây từ đường đều được chu cấp; đặt thụy là Vũ Định.
Năm thứ 15 (1175), tranh vẽ Chí Ninh được treo ở cung Diễn Khánh. Năm Minh Xương thứ 5 (1194) thời Kim Chương Tông, Chí Ninh được phối thờ trong miếu của Kim Thế Tông.

## Đánh giá
Vợ của Chí Ninh là Vĩnh An huyện chúa ghen tuông lắm, thường giết những người thiếp có chửa của ông. Sau khi Chí Ninh mất, anh em Chư Thần Nô cũng bệnh mất, Kim Thế Tông rất thương tiếc, sai sứ dụ Vĩnh An huyện chúa rằng: “Thừa tướng có công lớn, bề tôi của tiền triều, chỉ có Tần, Tống 2 vương (Tông Hàn và Tông Vọng) là hơn được, còn lại đều không bằng. (ý nói Lương vương Tông Bật thì vượt trên hẳn Tông Hàn và Tông Vọng) Nay hãy nuôi nấng nghiệt tử của ông ấy, như con ruột để nối dõi.”
Năm thứ 20 (1180), Thế Tông hỏi tể tướng rằng: “Bộc Tán Trung Nghĩa, Hột Thạch Liệt Chí Ninh, ai hơn ai?” Thượng thư tả thừa Hoàn Nhan Tương tâu rằng: “Trung Nghĩa cầm binh khéo léo, đây là sở trường của ông ấy.” Thế Tông nói: “Không phải, Chí Ninh gặp địch, tự đi trước sĩ tốt, khí chất dũng cảm ấy, từ thời Thái sư Lương vương về sau chưa có người nào được như vậy.”